# Fête des secrétaires
 (avril 2012).
Si vous disposez d'ouvrages ou d'articles de référence ou si vous connaissez des sites web de qualité traitant du thème abordé ici, merci de compléter l'article en donnant les références utiles à sa vérifiabilité et en les liant à la section « Notes et références ».
 (avril 2012).

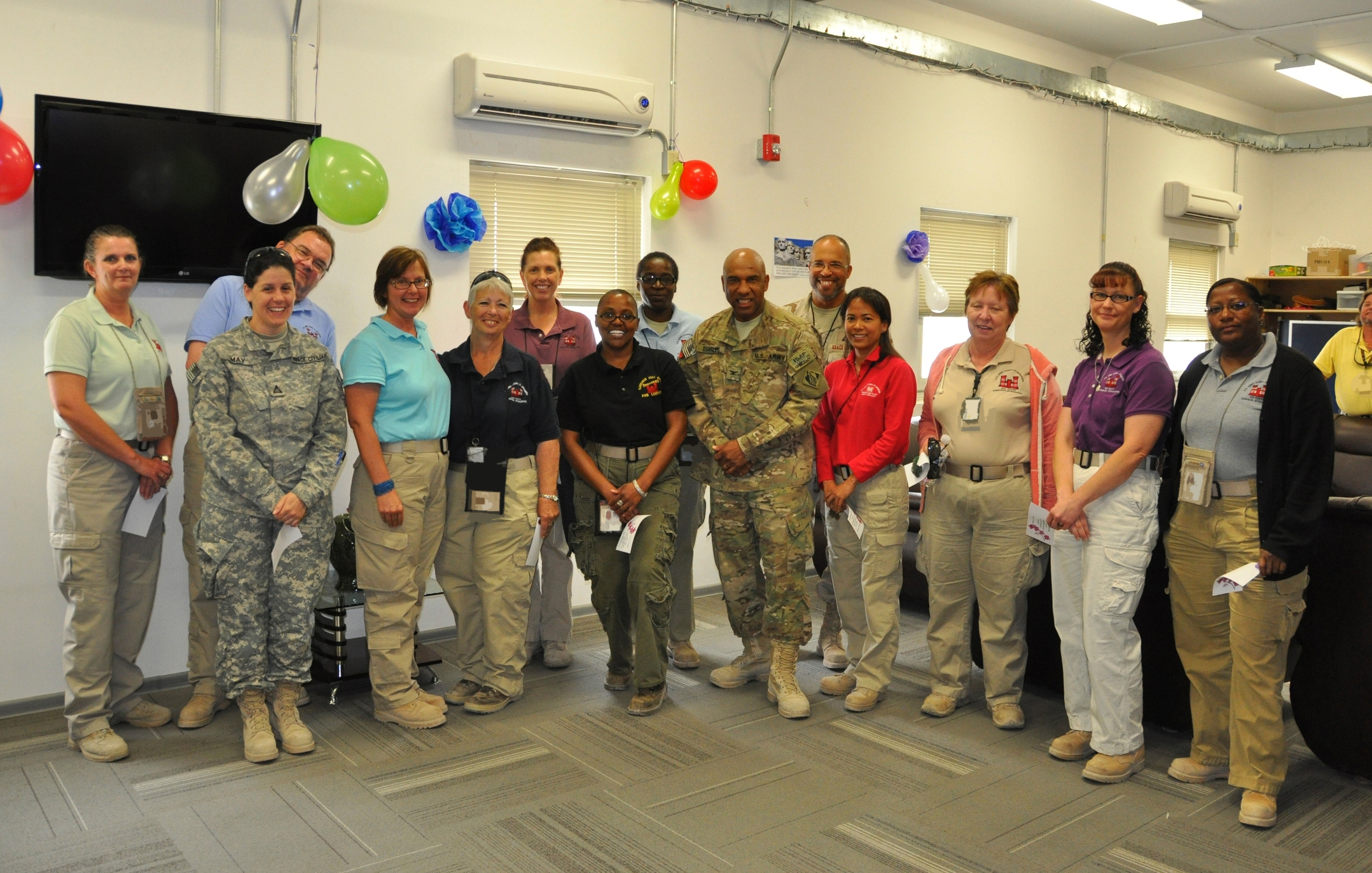
Journée des secrétaires célébrée parmi les Corps du génie de l'armée des États-Unis.

La fête des secrétaires est une fête annuelle créée en l'honneur des secrétaires et assistants.
En France, la fête des secrétaires est marquée tous les ans, chaque 3e jeudi du mois d'avril. En Amérique du Nord la semaine des secrétaires a lieu la dernière semaine complète du mois d'avril (de dimanche à samedi) et la journée du/de la secrétaire a lieu le mercredi de cette semaine.

## Historique
La fête des secrétaires est née en 1951 aux États-Unis pour pallier la pénurie nationale en personnel de bureau qualifié.
À l’initiative de la campagne de sensibilisation, Mary Barrett, Présidente de l'Association Nationale des Secrétaires (en) et C. King Woodbridge, Président de Dictaphone Corporation, avec l'aide d'Harry Klemfuss, consultant en relations publiques chez Young & Rubicam. 

### Aux États-Unis
La première semaine des secrétaires s'est tenue du 1er au 7 juin 1952.
Les objectifs officiels qui ont conduit à la création de la semaine des secrétaires étaient :
- de reconnaître la contribution des secrétaires à l'économie, puisque leurs compétences, leur loyauté et leur efficacité permettent aux entreprises et aux bureaux gouvernementaux d'être en mesure de s'acquitter de leurs activités quotidiennes ;
- d'attirer l'attention, à l'aide d'une publicité positive, sur l'immense potentiel qu'offre la carrière de secrétaire.

### En France
C’est en 1991, sous l’impulsion de filiales françaises de groupes américains, que naît en France la fête des secrétaires et assistants, le troisième jeudi du mois d’avril.